# Dondurmam Gaymak
Dondurmam Gaymak é um filme de drama turco de 2006 dirigido e escrito por Yüksel Aksu. Foi selecionado como representante da Turquia à edição do Oscar 2007, organizada pela Academia de Artes e Ciências Cinematográficas.

## Elenco
- Turan Özdemir - Ali
- Nejat Altinsoy - Komunist Mustafa
- Mehmet Amca - Arif Dede
- Levent Aras - Coban
- Ayse Aslan - mãe
- Gulnihal Demir - Canfeda